# Caza
Cada (em árabe: قضاء‎; romaniz.: qaḍāʾ; pl. أقضية, aqḍiyah) ou caza (em turco otomano: kazâ) é uma divisão administrativa usada historicamente no Império Otomano e atualmente em vários de seus Estados sucessores. O termo vem do turco otomano e significa "jurisdição"; é frequentemente traduzido como "distrito", "subdistrito" (embora isso também se aplique a um anaia) ou "distrito jurídico".

## Império Otomano
No Império Otomano, um caza era originalmente uma "área geográfica sujeita à jurisdição legal e administrativa de um cádi. Com as primeiras reformas do Tanzimat de 1839, os deveres administrativos do cádi foram transferidos para um governador (caimacão), com os cádis atuando como juízes da lei islâmica. Na era Tanzimat, o caza se tornou um distrito administrativo com a Lei de Reforma Provincial de 1864, que foi implementada na década seguinte. Unificou a jurisdição de um governador (caimacão) nomeado pelo Ministério do Interior, um tesoureiro (diretor financeiro) e um juiz (cádi) em uma única unidade administrativa. Foi parte dos esforços da Sublime Porta para estabelecer administração uniforme e racional em todo o império.
O caza era uma subdivisão de um sanjaco e correspondia aproximadamente a uma cidade com suas aldeias vizinhas. Por sua vez, foram divididos em anaias (governadas por mudures e muteselins) e aldeias (caries, governados por mutares). As revisões de 1871 na lei administrativa estabeleceram o anaia (ainda governado por um mudur), como um nível intermediário entre o caza e a aldeia.